# 동북고등학교 축구부
동북고등학교 축구부(Dongbuk High School Football Club)는 대한민국 서울특별시에 있는 축구단이다. 동북고등학교가 운영하는 U-18 축구단이며, 1954년에 창단되었다.
'강인한 체력과 불굴의 기백'을 목표로 하는 동북고등학교의 교육과정의 한 방안으로 창단되었으며, 이회택, 김삼락, 임국찬, 김기복, 홍명보, 김은중 등 우수 선수를 배출하였으며 각종 전국대회에서 우수한 성적을 거두며 축구 명문 고등학교로 자리잡았다.
2006년 말 FC 서울과 협약을 맺고 2007년부터 FC 서울에서 직접 운영하였다. 이로 인해 서울특별시 강동구 둔촌동에 자리잡은 동북고등학교에서 가까운 FC 서울 전용 훈련장 GS챔피언스파크를 훈련장으로 사용했었다.
2012년을 마지막으로 FC 서울과의 유스 협약이 만료됨에 따라 K리그 유스클럽에서 벗어나 2013년부터는 고교클럽 챌린지리그에 참가하지 않고 전국 초중고 축구리그 서울 지역으로 편성돼 참가하고 있다.
동북중고등학교의 축구부는 학교설립자이신 이계하 이사장님의 염원으로 창단한 축구단으로 학생들에게 애교심,애국심,협동심,단결심,준법정신등을 함양시키는데 그 가치가 매우 크다는 것을 강조하셨다.
당시 동북고의 축구단 단장인 강인제교장은 설립자의 염원을 받들어 축구의 명문학교로 발전시키는데 혼신의 노력을 기우린 그 공로를 인정받고 있다.
동북고 강인제교장은  1967년1월20일 전국중고등학교 축구연맹회장으로 선임되었다.

## 선수 명단

### 현재 소속 선수
2012년 10월 27일 기준

참고: FIFA 자격 규정에 따라 소속된 국가대표팀 국기를 표시합니다. 선수는 복수의 FIFA 비회원국 국적을 가지고 있을 수 있습니다.
| 번호 | 포지션 | 국적 | 이름           |
| ---- | ------ | ---- | -------------- |
| 1    | GK     |      | 안동현 (3학년) |
| 2    | DF     |      | 박준영 (1학년) |
| 3    | MF     |      | 박민규 (1학년) |
| 4    | MF     |      | 박승렬 (2학년) |
| 5    | DF     |      | 최봉원 (2학년) |
| 6    | MF     |      | 장현우 (3학년) |
| 7    | FW     |      | 최명훈 (3학년) |
| 8    | FW     |      | 주형준 (3학년) |
| 9    | FW     |      | 백철승 (3학년) |
| 10   | FW     |      | 박준경 (3학년) |
| 11   | MF     |      | 이근호 (3학년) |
| 12   | FW     |      | 조원태 (2학년) |
| 13   | MF     |      | 이구원 (2학년) |

| 번호 | 포지션 | 국적 | 이름           |
| ---- | ------ | ---- | -------------- |
| 14   | MF     |      | 김학승 (3학년) |
| 15   | FW     |      | 변환호 (1학년) |
| 16   | FW     |      | 황신영 (2학년) |
| 17   | MF     |      | 신학영 (2학년) |
| 18   | MF     |      | 심제혁 (1학년) |
| 19   | DF     |      | 오준혁 (2학년) |
| 20   | FW     |      | 신호림 (3학년) |
| 22   | GK     |      | 김철호 (1학년) |
| 23   | GK     |      | 이동건 (1학년) |
| 24   | FW     |      | 황현수 (1학년) |
| 25   | MF     |      | 정의훈 (1학년) |
| 26   | MF     |      | 윤현오 (1학년) |

## 주요 성적
- 전국 고교 축구대회 
  - 우승 (14) : 1958, 1962, 1965(2), 1968, 1984, 1985, 1986, 1989, 1995, 1997, 2001(2), 2003
- 고교클럽 챌린지리그
  - 우승 (1) : 2009

## 시즌별 성적
| 시즌 | 대회                      | 참가 | 경기 | 승 | 무 | 패 | 득 | 실 | 차 | 승점 | 순위   |
| ---- | ------------------------- | ---- | ---- | -- | -- | -- | -- | -- | -- | ---- | ------ |
| 1989 | 춘계 전국고등학교축구대회 | 40   |      |    |    |    |    |    |    |      | 준우승 |

## 시즌 통계

### 고교클럽 챌린지리그 종합 기록
| 시즌 | 리그 팀수 | 최종 순위             | 예선 팀수 | 예선 순위 | 경기수 | 승 | 무 | 패 | 득 | 실 | 차  | 승점 | 본선 토너먼트 | 감독   |
| ---- | --------- | --------------------- | --------- | --------- | ------ | -- | -- | -- | -- | -- | --- | ---- | ------------- | ------ |
| 2008 | 8         | 3위                   | 4         | A조 2위   | 12     | 9  | 1  | 2  | 32 | 12 | +20 | 28   | 3위 (4강)     | 최진한 |
| 2009 | 13        | 우승                  | 6         | A조 1위   | 15     | 12 | 2  | 1  | 36 | 10 | +26 | 38   | 우승          | 최진한 |
| 2010 | 14        | 3위 (3-4위 결정전)    | 7         | A조 2위   | 12     | 6  | 1  | 5  | 21 | 17 | +4  | 19   | 3위           | 이영익 |
| 2011 | 14        | 11위 (11-12위 결정전) | 7         | A조 5위   | 18     | 5  | 7  | 6  | 25 | 24 | +1  | 22   | 11위          | 이영익 |
| 2012 | 16        | A조 5위               | 7         | A조 5위   | 22     | 10 | 6  | 6  | 42 | 30 | +12 | 36   | 미개최        | 이영익 |

### 고교클럽 챌린지리그 순위결정전 기록
| 시즌 | 진출 팀수 | 순위                  | 경기수 | 승 | 무 | 패 | 득 | 실 | 차 | 승부차기              | 감독   |
| ---- | --------- | --------------------- | ------ | -- | -- | -- | -- | -- | -- | --------------------- | ------ |
| 2008 | 4         | 3위 (4강)             | 1      | 0  | 1  | 1  | 0  | 1  | -1 | N/A                   | 최진한 |
| 2009 | 2         | 우승                  | 1      | 0  | 1  | 0  | 2  | 2  | 0  | 5-3 승 (1-2위 결정전) | 최진한 |
| 2010 | 2         | 3위 (3-4위 결정전)    | 1      | 1  | 0  | 0  | 1  | 0  | +1 | N/A                   | 이영익 |
| 2011 | 2         | 11위 (11-12위 결정전) | 1      | 1  | 0  | 0  | 3  | 2  | +1 | N/A                   | 이영익 |

## 수상 기록
| 시즌 | 대회                      | 수상   |
| ---- | ------------------------- | ------ |
| 1989 | 춘계 전국고등학교축구대회 | 준우승 |